# عيسى الحلو
عيسى الحلو قاص وروائي وكاتب صحفي سوداني.

## نشأته
ولد بمدينة كوستي في العام 1944 ونال دبلوم التربية ببخت الرضا عام 1971، وعمل منذ فترة مبكرة من حياته بالصحافة، وظل وفيا لها، وبالذات للصحافة الثقافية إلى أن اشتهر في الأوساط الثقافية والصحفية بالنجاح في الإشراف على الملاحق الثقافية بالصحف اليومية، وظل يمارس الكتابة الإبداعية مع عمله في الصحافة الثقافية والنقد الأدبي حتى الآن.

## محطاته المهنية
عمل رئيسًا بالقسم الثقافي بصحيفة الأيام السودانية في العام 1976، ثم بصحيفة السياسة والرأي العام  والصحافة، ثم رئيسا لتحرير مجلة الخرطوم التي كان يصدرها المجلس القومي للثقافة والفنون بالسودان. آخر محطاته المهنية الحالية رئاسته للقسم الثقافي بصحيفة الرأي العام وكان يداوم على كتابة مقال أدبي نقدي راتب في صحيفة الرأي العام تحت عنوان(ديالكتيك).

## مؤلفاته الأدبية
أصدر عيسى الحلو العديد من الروايات والمجموعات القصصية.
- ريش الببغاء، مجموعة قصصية عن دار الحياة، بيروت، 1963.
- الوهم، مجموعة قصصية، 1971.
- حمّى الفوضى والتماسك، رواية، 1972.
- وردة حمراء من أجل مريم، مجموعة قصصية، عن دار مدلايت بلندن.
- صباح الخير أيها الوجه اللامرئي الجميل، رواية، عن الدار الأكاديمية بالخرطوم.
- قيامة الجسد، مجموعة قصصية، عن الدار السودانية للكتب، 2005 .
- عجوز فوق الأرجوحة، مجموعة قصصية، دار مدارك للنشر، 2010م.

له ثلاث روايات نشرت بالصحف السودانية،
- مداخل العصافير إلى الحدائق، صحيفة الأيام- 1976.
- الجنة بأعلى التل- صحيفة الأيام- 1978.
- البرتقالة- صحيفة الصحافة- 1971.

في عامه الرابع والسبعين احتفل بمرور 50 عاما من السرد، حيث كانت مجموعته القصصية «ريش الببغاء» باكوره أعماله عام 1963 آنذاك حيث إعتبرها النقاد تجربة مغايرة في المشهد السردي السّائد وبشرت بميلاد كاتب برؤية مختلفة.